# Timeghras
 (juillet 2010).
Si vous disposez d'ouvrages ou d'articles de référence ou si vous connaissez des sites web de qualité traitant du thème abordé ici, merci de compléter l'article en donnant les références utiles à sa vérifiabilité et en les liant à la section « Notes et références ».
Timeghras est un village kabyle de la commune algérienne d'Aït Boumahdi dans la wilaya de Tizi-Ouzou en Algérie.

## Géographie
Timeghras est le village le plus au sud de la wilaya de Tizi Ouzou. Situé sur le versant nord du Djurdjura, il est directement surplombé par le mont appelé Thaletat. En ancien kabyle ce mot signifie doigt ; « Thaltat thameqrant » veut donc dire le grand doigt, le majeur, le médius, comme si le mont dans son entièreté était une main. Les Français l'avaient d’ailleurs nommé – par racisme, vers les années 1890, en pleine affaire Dreyfus – la Main du Juif, le jugeant laid et difforme[réf. nécessaire].(Jean-Marie Dallet, Peeters Publishers, 1982  (ISBN 2852971437), [lire en ligne], p.  466.)

## Histoire
Timeghras est l'un des trois micro-états de l'ancienne confédération de l’aarch des Ath-Ahmed.

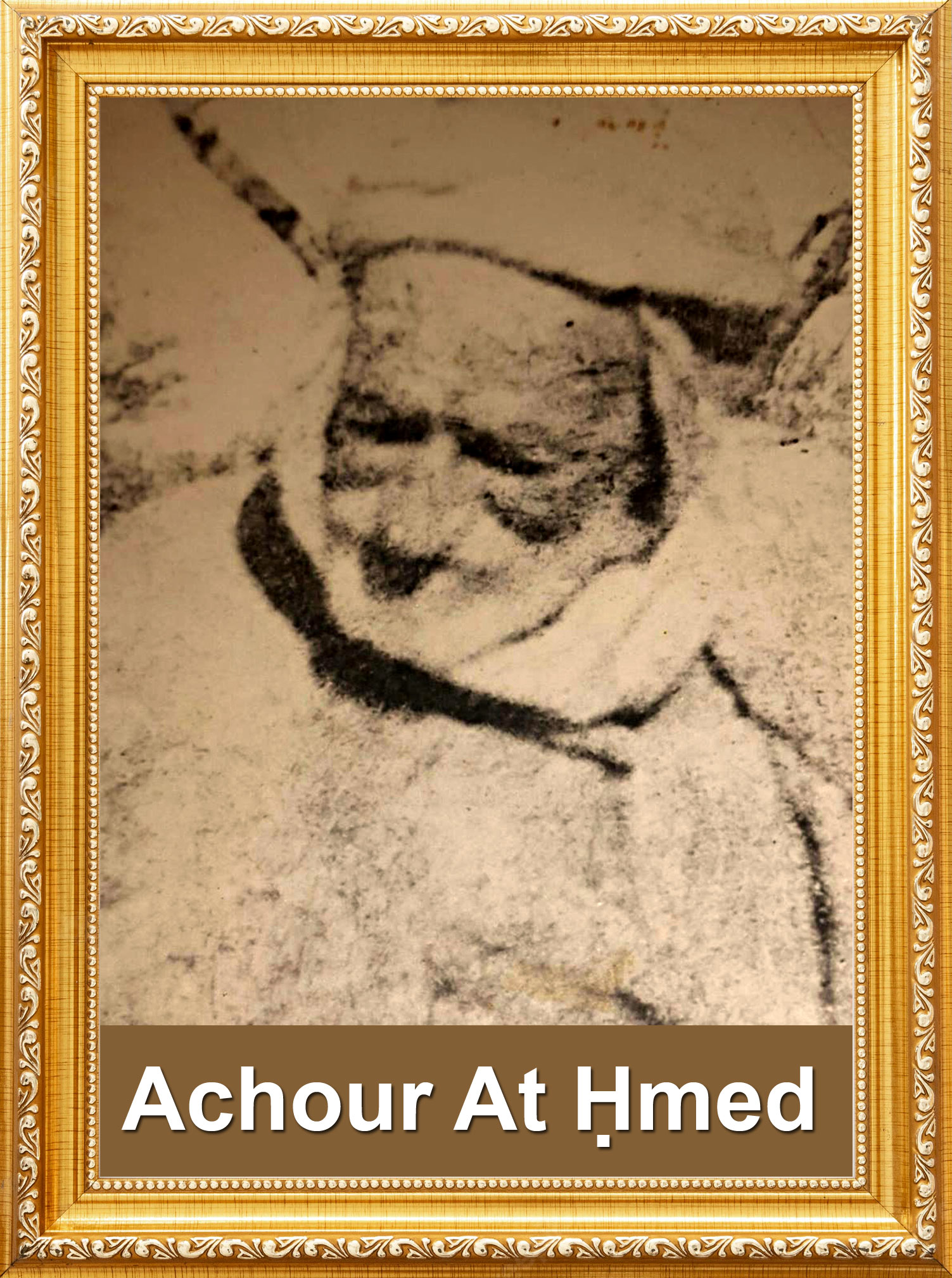
hamaidi achour

Son dernier lamin fut Achour Ath-Ahmed (jusqu'en 1955). En raison de sa proximité avec la haute montagne et le maquis, il fut sérieusement touché pendant la guerre de libération : quatre-vingt-quinze hommes (le tiers de ce qu’il comptait comme mâles majeurs) et une vingtaine de femmes ainsi que 6 fillettes ne dépassant pas l’âge de 12 ans y laissèrent leur vie[réf. nécessaire].

## Sources et références
1. ↑  « Décret no 84-365 du 1er novembre 1984 fixant la composition, la consistance et les limites territoriales des communes », Journal officiel de la République algérienne démocratique et populaire, no 67,‎ 19 décembre 1984, p. 1509 (lire en ligne).